# Behemoth (Fahrrad)
BEHEMOTH (Abk. für Big Electronic Human-Energized Machine ...Only Too Heavy) ist eines der drei computergestützten Liegeräder, mit denen Steven K. Roberts der Nomadic Research Labs die Vereinigten Staaten bereist hat. Mit dem Fahrrad wurden über 17.000 Meilen zurückgelegt. Nach anderen Angaben wurden nur 1.000 Meilen von 17.000 Meilen der ganzen Abenteuerreise mit diesem Fahrrad zurückgelegt. Das Liegerad wiegt 263 Kilogramm und war 1,2 Millionen US-Dollar teuer.
Bei dem Rad handelt es sich um eine autonome mobile Informations- und Kommunikationsplattform, die über eine Satellitenverbindung angebunden ist und allein durch Muskelkraft und Sonnenenergie betrieben wird. Roberts konnte während des Fahrens eine am Lenker befestigte Tastatur bedienen.
Vorgänger waren die Liegeräder Winnebiko und Winnebiko II.
Der Name spielt auf das biblische Ungeheuer Behemoth an. Das Fahrrad ist seit September 2000 eine Leihgabe an das Computer History Museum.